# Traudl Junge
Traudl Junge-Humps (München, 16 maart 1920 - aldaar, 11 februari 2002) was secretaresse van Adolf Hitler, van 1942 tot zijn zelfmoord op 30 april 1945.

## Leven
Junge werd geboren als Gertraud Humps in München. Ze was de dochter van de brouwmeester en reserveofficier (luitenant) Max Humps. In 1942 werd zij een van de vier privésecretaresses van Hitler die hem volgden naar Berchtesgaden (het Berghof), de Wolfsschanze in Oost-Pruisen en ten slotte naar Berlijn. In juni 1943 trouwde ze, na Hitlers aanmoedigingen, met de SS-officier Hans-Hermann Junge, die in augustus 1944 sneuvelde tijdens de Slag om Normandië.
Door de verslechterde verhouding tussen Hitler en zijn legertop fungeerden zijn secretaresses steeds meer als zijn dagelijkse entourage. Ze moesten zijn dagritme volgen (laat op en laat naar bed) en vaak met de Führer de maaltijden gebruiken. Traudl leerde zo Eva Braun en vele anderen uit de nazitop persoonlijk kennen. Ze zei later: "Ik was 22 en kende niets van politiek, het interesseerde me niet." Decennia later voelde ze zich ook enorm schuldig vanwege "de grootste crimineel ooit geleefd", graag gemogen te hebben.
Ze zei: "Ik was gefascineerd door Adolf Hitler. Hij was een vriendelijke baas en een vaderlijke vriend. Ik negeerde opzettelijk mijn innerlijke waarschuwingssignalen en genoot van de tijd aan zijn zijde tot aan het bittere eind. Het was niet wat hij zei, maar hoe hij de dingen zei en deed."
Na de zelfmoord van Hitler op 30 april 1945 vluchtte ze uit Berlijn. Ze werd door de geallieerden gearresteerd, maar vanwege haar jeugdige leeftijd werd ze slechts als meeloper beschouwd en niet gestraft.
In 1947 zette zij op aanraden van een bevriende ondernemer haar ervaringen voor zichzelf op papier, maar publiceerde die niet, 'omdat niemand aan zulke verhalen behoefte zou hebben'. Daarna werkte ze als secretaresse (o.a. voor het geïllustreerde tijdschrift Quick) en later als freelance journaliste. In 1972 deed zij in de Britse televisieserie World at War mondeling haar verhaal over de laatste dagen van Hitler. In 2000 leerde Traudl Junge de schrijfster Melissa Müller kennen, die haar voorstelde aan de Oostenrijkse kunstenaar André Heller. Deze maakte een documentaire over Traudl Junge en ze maakte na meer dan vijftig jaar haar manuscript openbaar. In 2002 kwam het boek van Melissa Müller over Traudl Junge uit: Bis zur letzten Stunde. Hitlers Sekretärin erzählt ihr Leben.

## Hitlers verjaardagsfeestje
Een van de meest opmerkelijke momenten en een van de meest bizarre passages van Hitler was ongetwijfeld zijn verjaardagsfeestje. Junge beschreef dit feestje meer dan een halve eeuw later aan Gitta Sereny: "De salon was verlaten, er stond enkel nog een grote, feestelijk gedekte tafel, iedereen dronk champagne, lijfarts Morell, Bormann, Von Ribbentrop, Speer en Goebbels dansten met de secretaresses op muziek van almaar weer dezelfde krassende smartlap 'Blutrote Rosen erzählen dir vom Glück'. Er werd veel en hysterisch gelachen." Junge zelf kon het er naar eigen zeggen niet uithouden en ging naar bed.

## Dood
Traudl Junge stierf vlak na de publicatie op 11 februari 2002 aan longkanker in een Münchens ziekenhuis. Op haar boek werd de in 2004 uitgebrachte film Der Untergang gebaseerd.

## Publicatie
- T. Junge en M. Müller - Bis zur letzten Stunde. Hitlers Sekretärin erzählt Ihr Leben, Claassen, München, 2002. Vertaling: Tot het laatste uur. Het intrigerende levensverhaal van Hitlers secretaresse, Tirion, 2002.